# Comitas elegans
Comitas elegans é uma espécie de gastrópode do gênero Comitas, pertencente a família Pseudomelatomidae.